# Шандровка (Днепропетровская область)
Шандровка (укр. Шандрівка) — село,
Шандровский сельский совет,
Юрьевский район,
Днепропетровская область,
Украина.
Код КОАТУУ — 1225988501. Население по переписи 2001 года составляло 687 человек.
Является административным центром Шандровского сельского совета, в который, кроме того, входит село
Новошандровка.

## Географическое положение
Село Шандровка находится на левом берегу одного из русел реки Орель,
выше по течению на расстоянии в 7 км расположено село Чернявщина,
ниже по течению на расстоянии в 3,5 км расположено село Орелька (Новомосковский район).
Через село проходит автомобильная дорога Т-0412.

## История
- Местность, где сейчас расположено село Шандровка, приблизительно в 1781 году приобрёл Петр Иванович Турчанинов и стал заселять слободу Павловка народом семейным и оселым.
- В 1872 году по народной переписи в слободе Павловка проживало 381 человек.

## Объекты социальной сферы
- Школа.
- Детский сад.
- Фельдшерский пункт.
- Дом культуры(сгорел).

## Достопримечательности
- Братская могила советских воинов.